# Ibiza-stad
Ibiza-stad (Catalaans: Eivissa) is een stad en gemeente op het eiland Ibiza in de Spaanse regio Balearen. De gemeente heeft een oppervlakte van 11 km² en telt 49.549 inwoners (1 januari 2016).
In 1999 werd de historische stadskern Dalt Vila door UNESCO tot werelderfgoed verklaard. In de stad bevindt zich het moderne kunstmuseum Museu d'Art Contemporani d'Eivissa.
De nederzetting van de Feniciërs in Sa Caleta dat deel uitmaakt van Ibiza-stad, behoort sinds 1999 tot het Werelderfgoed.

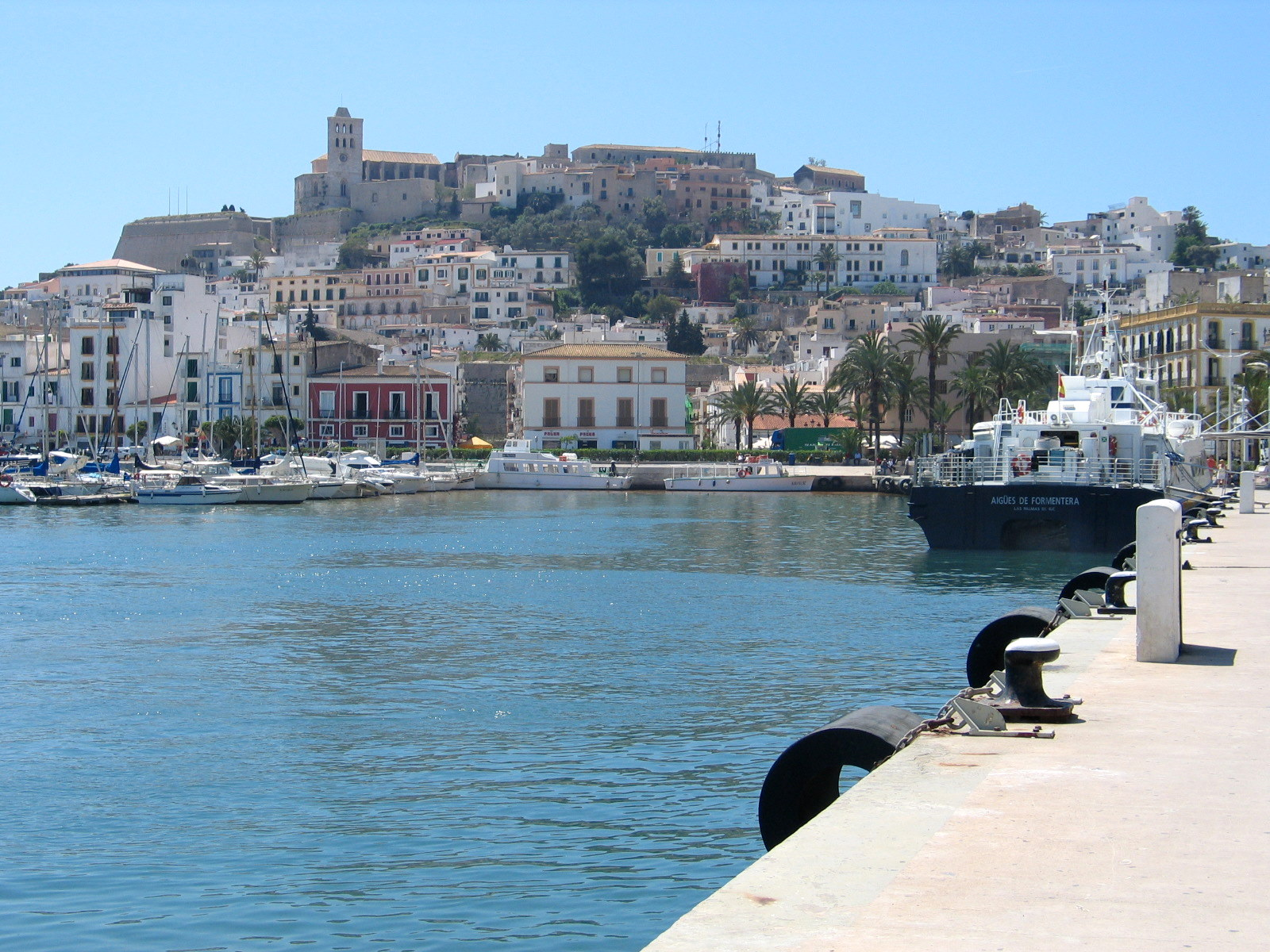
Zicht op de oude stad
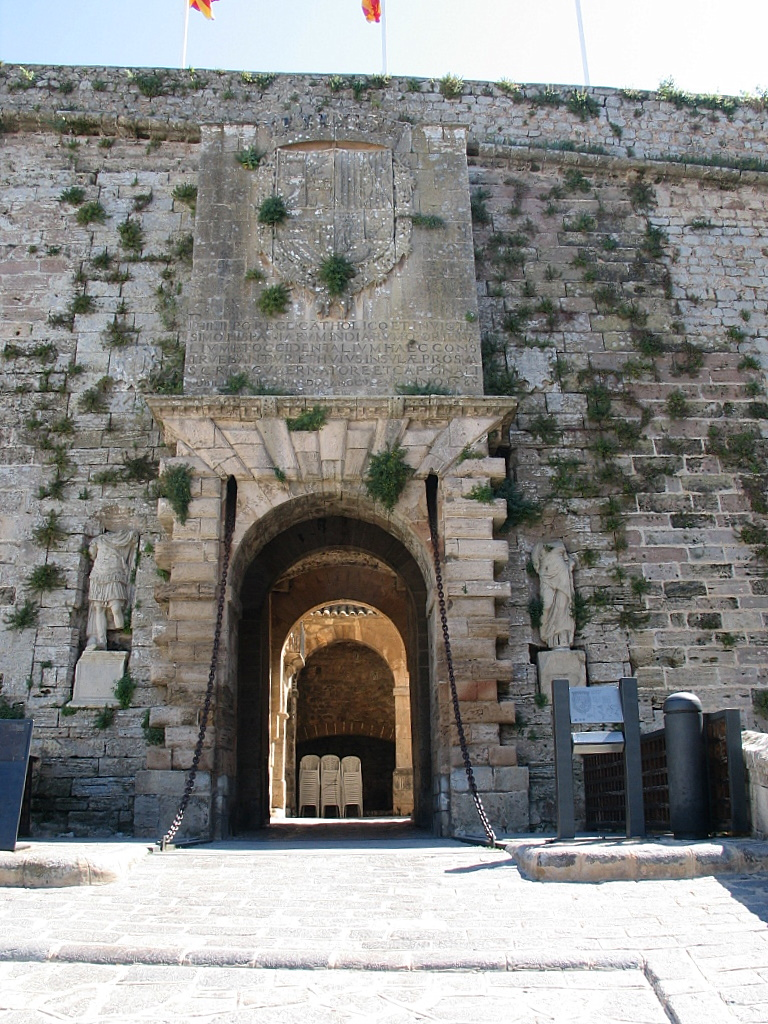
Poort die toegang geeft tot het oude stadsgedeelte (Dalt Vila) van Ibiza
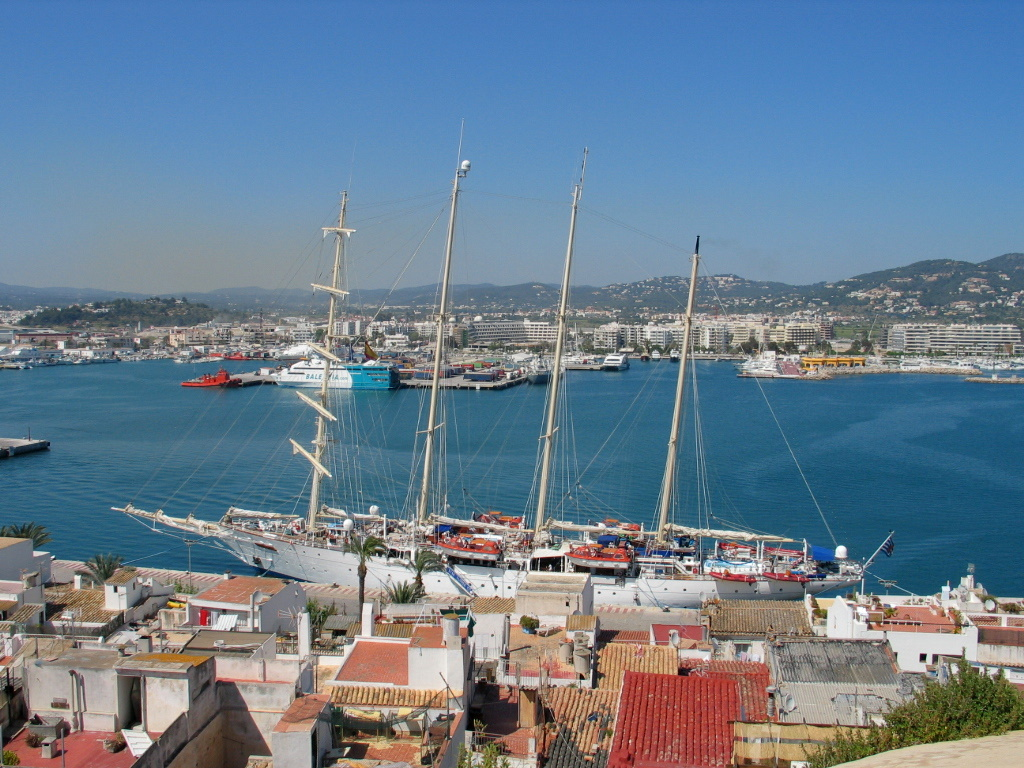
De haven

## Demografische ontwikkeling
Bron: INE; 1857-2011: volkstellingen
Opm.: Aanhechting van Formentera (1877); afstand van Formentera (1897)

## Geboren in Ibiza
- Isidor Marí i Mayans (1949), zanger-tekstschrijver, filoloog
- Yolanthe Sneijder-Cabau (1985), Nederlandse actrice en tv-presentatrice

- Bibliothèque nationale de France: cb119507611 (data)
- Gemeinsame Normdatei: 4276036-7
- Library of Congress Control Number: n85331231
- MusicBrainz: 120340e7-c06e-4498-baa9-29fd7f01f77e
- Nationale Bibliotheek van Israël: 987007560160605171
- Système universitaire de documentation: 027475328
- Virtual International Authority File: 148999577

Ibiza-stad · Sant Antoni de Portmany · Sant Joan de Labritja · Sant Josep de sa Talaia · Santa Eulària des Riu